# Bandiera della Nuova Zelanda
La bandiera della Nuova Zelanda venne introdotta nel 1869 e adottata come bandiera nazionale nel 1902.

## Struttura
Ha sfondo blu, con la Bandiera del Regno Unito (Union Jack) nel quadrante superiore sinistro e quattro stelle rosse bordate di bianco nella metà di destra.

## Descrizione
L'Union Jack simboleggia l'appartenenza della Nuova Zelanda al Commonwealth. Le quattro stelle rosse bordate di bianco rappresentano la costellazione della Croce del Sud, hanno cinque punte e le loro dimensioni rispecchiano la diversa luminosità delle stelle della costellazione.
Nel suo aspetto il vessillo è simile alla bandiera dell'Australia, dal quale si distacca per il numero e la foggia delle stelle: sul vessillo australiano esse sono bianche e presenti in numero di 6, delle quali 5 hanno sette punte; in aggiunta alle quattro stelle condivise con la versione neozelandese, sono presenti anche una piccola stella bianca a cinque punte (Epsilon Crucis) e una a sette punte, di dimensioni maggiori, al di sotto della Union Jack.

## Storia

### Referendum del 2015 e del 2016
L'11 marzo 2014 si diffuse la notizia che entro tre anni sarebbe stato indetto un referendum per proporre il cambio della bandiera, considerata troppo legata al passato coloniale e troppo simile a quella australiana. Il premier John Key, poco dopo la vittoria alle elezioni, annunciò un primo referendum per scegliere il nuovo modello di bandiera nel 2015 e un secondo nel 2016 per scegliere se mantenere quella vigente o adottarne una nuova. Dalla fase propositiva scaturì un vessillo, disegnato da Kyle Lockwood, che manteneva il fondo blu e le quattro stelle rosse, ma eliminava la Union Jack sostituendola col disegno di un ramo di felce bianco posto a guisa di sbarra nella parte sinistra, a delimitare un cantone colorato di nero; di fatto il disegno costituiva un compromesso tra la bandiera ufficiale in uso e la bandiera della Felce argentata, popolare simbolo patriottico neozelandese.
Il 24 marzo 2016, però, i votanti respinsero l'adozione della nuova bandiera con una maggioranza del 57%. Soprattutto la RSA ("Returned and Services Association", associazione di ex combattenti e reduci di guerra) contestò il referendum, per il fatto che molti neozelandesi avevano combattuto e trovato la morte sotto il vessillo con la Union Jack.

Bandiera proposta ma rifiutata nel 2016